# Earl Erne

Wappen der Earls Erne

Earl Erne, of Crom Castle in the County of Fermanagh, ist ein erblicher britischer Adelstitel in der Peerage of Ireland.

## Verleihung und nachgeordnete Titel
Der Titel wurde am 18. August 1789 für John Creighton, 1. Viscount Erne geschaffen.
Er war bereits am 6. Januar 1781 in der Peerage of Ireland zum Viscount Erne, of Crom Castle in the County of Fermanagh, erhoben worden und war von 1800 bis 1828 als irischer Representative Peer Mitglied des britischen House of Lords. 1772 hatte er bereits von seinem Vater den diesem am 15. Juli 1768 in der Peerage of Ireland verliehenen Titel Baron Erne, of Crom Castle in the County of Fermanagh, geerbt.
Der Heir apparent des jeweiligen Earls verwendet gewöhnlich den erfundenen Höflichkeitstitel Viscount Crichton.
Seinem Enkel, dem 3. Earl, wurde am 13. Januar 1876 auch der Titel Baron Fermanagh, of Lisnaskea in the County of Fermanagh, verliehen. Dieser gehört zur Peerage of the United Kingdom und war bis 1999 mit einem erblichen Sitz im House of Lords verbunden.
Familiensitz der Earls ist Crom Castle bei Newtownbutler im County Fermanagh in Nordirland.

## Liste der Barone und Earls Erne

### Barone Erne (1768)
- Abraham Creighton, 1. Baron Erne (um 1700–1772)
- John Creighton, 2. Baron Erne (1731–1828) (1781 zum Viscount Erne und 1789 zum Earl Erne erhoben)

### Earls Erne (1789)
- John Creighton, 1. Earl Erne (1731–1828)
- Abraham Creighton, 2. Earl Erne (1765–1842)
- John Crichton, 3. Earl Erne (1802–1885)
- John Crichton, 4. Earl Erne (1839–1914)
- John Crichton, 5. Earl Erne (1907–1940)
- Henry Crichton, 6. Earl Erne (1937–2015)
- John Crichton, 7. Earl Erne (* 1971)

Titelerbe (Heir Presumptive) ist ein Onkel zweiten Grades des aktuellen Earls, Charles Crichton (* 1953).